# Robert Stack
Robert Stack (nascido Charles Langford Modini Stack'; Los Angeles, 13 de janeiro de 1919 — Beverly Hills, 14 de maio de 2003) foi um ator, esportista, e apresentador de televisão estadunidense. Participou em cerca de noventa filmes, incluindo episódios e filmes para televisão. Ficou famoso na televisão ao interpretar o agente federal da Polícia do Tesouro Americana Eliot Ness no seriado "Os Intocáveis", exibido entre 1959 e 1963.
Morreu de ataque cardíaco em Los Angeles, aos 84 anos, em 14 de maio de 2003. Foi sepultado no Westwood Village Memorial Park Cemetery.

## Filmografia (parcial)
- 1999 - Hércules (Hercules)

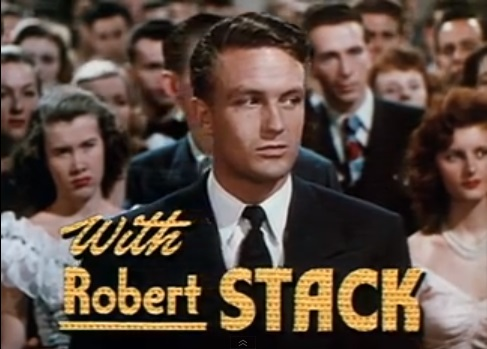
Robert em A Date with Judy (1948)

- 1996 - Beavis and Butt-Head Do America (1996)
- 1990 - Eliot Ness-O Retorno do Intocável (The Return Of Eliot Ness)
- 1990 - Joe Contra o Vulcão (Joe Versus the Volcano)
- 1988 - Clube dos Pilantras 2 (Caddyshack II)
- 1988 - Curvas Perigosas (Dangerous Curves)
- 1986 - Transformers The Movie - Ultra Magnus (voz)
- 1983 - De Volta para O Inferno (Uncommon Valor)
- 1980 - Apertem os Cintos! O Piloto Sumiu (Airplane!)
- 1979 - 1941
- 1976 - A Unidade dos Mais Procurados (Most Wanted)
- 1975 - A Casa dos Horrores Mortais (Strange And Deadly Occurrence)
- 1966 - Paris Está em Chamas? (Paris Brûle-t-il?)
- 1960 - A Última Viagem (The Last Voyage)
- 1959 - Os Intocáveis (The Untouchables)
- 1958 - Almas maculadas (The Tarnished Angels)
- 1956 - Palavras ao vento (Written on The Wind)
- 1955 - Casa de Bambú (House of Bamboo)
- 1955 - O Ocaso de Uma Alma (Good Morning, Miss Dove)
- 1953 - A trilha da amargura (War Paint)
- 1951 - Paixão de Toureiro (Bullfighter and the Lady)
- 1950 - A Secretária do Malandro (Mr. Music)
- 1948 - O príncipe encantado (A Date with Judy)
- 1942 - Ser ou Não Ser (To Be or Not To Be)
- 1939 - Primeiro Amor (First Love)